# FrieslandCampina
Koninklijke FrieslandCampina N.V. er et hollandsk multinationalt mejerikooperativ, som har hovedsæde i Amersfoort. Det blev skabt ved en fusion mellem Friesland Foods og Campina 31. december 2008. Det er Hollands største mejerivirksomhed og blandt verdens 10 største mejerivirksomheder. Kooperativets omsætning var i 2020 på 11,14 mia. euro, og der var 23.783 ansatte. FrieslandCampina er organiseret som et kooperativ, som ejes af kooperativets omkring 23.000 mælkeproducenter.
Virksomhedens primære mærker er: Friesche Vlag, Chocomel, Fristi, Friso, Dutch Lady, Milner, Campina, Landliebe, Optimel, Mona og "Mix'it". FrieslandCampina’s produkter sælges i mere end 100 lande.
I slutningen af 1997 fusionerede fire hollandske mejerikooperativer og skabte Friesland Coberco Dairy Food. Campina blev etableret i 1989 ved fusion af to regionale mejerikooperativer, Melkunie Holland og DMV Campina.